# نیت تمند
نیت تمند (انگلیسی: Nate Thurmond) (زاده ۲۵ ژوئیهٔ ۱۹۴۱-درگذشته ۱۶ ژوئیهٔ ۲۰۱۶) یک بازیکن بسکتبال اهل ایالات متحده آمریکا بود.
قدرت دفاع و ریباند و قدرت بدنی نیت تمند از شاخصه‌های اصلی او محسوب می‌شد.